# Stazione meteorologica di Teano
La stazione meteorologica di Teano è la stazione meteorologica di riferimento relativa alla località di Teano.

## Coordinate geografiche
La stazione meteo si trova nell'Italia meridionale, in Campania, in provincia di Caserta, nel comune di Teano, a 202 metri s.l.m. e alle coordinate geografiche 41°15′N 14°04′E.

## Dati climatologici
In base alla media trentennale di riferimento 1961-1990, la temperatura media del mese più freddo, gennaio, si attesta a +7,4 °C; quella del mese più caldo, luglio, è di +24,0 °C  .
| Teano              | Mesi | Mesi | Mesi | Mesi | Mesi | Mesi | Mesi | Mesi | Mesi | Mesi | Mesi | Mesi | Stagioni | Stagioni | Stagioni | Stagioni | Anno |
| Teano              | Gen  | Feb  | Mar  | Apr  | Mag  | Giu  | Lug  | Ago  | Set  | Ott  | Nov  | Dic  | Inv      | Pri      | Est      | Aut      | Anno |
| ------------------ | ---- | ---- | ---- | ---- | ---- | ---- | ---- | ---- | ---- | ---- | ---- | ---- | -------- | -------- | -------- | -------- | ---- |
| T. max. media (°C) | 10,5 | 11,3 | 13,9 | 17,3 | 21,7 | 26,3 | 29,2 | 28,8 | 25,6 | 20,7 | 15,4 | 12,5 | 11,4     | 17,6     | 28,1     | 20,6     | 19,4 |
| T. min. media (°C) | 4,3  | 4,7  | 6,5  | 9,4  | 12,7 | 16,6 | 18,8 | 18,7 | 16,5 | 12,8 | 9,0  | 6,5  | 5,2      | 9,5      | 18,0     | 12,8     | 11,4 |